# Afrofittonia
Afrofittonia – rodzaj roślin z rodziny akantowatych (Acanthaceae). Jest to takson monotypowy obejmujący tylko gatunek Afrofittonia silvestris Lindau występujący w tropikach zachodniej Afryki.